# جيل ميرفي
جيل ميرفي (بالإنجليزية: Jill Murphy)‏‏ (5 يوليو 1949 في لندن الكبرى - ) كاتِبة، وروائية، ومؤلفة من المملكة المتحدة.

## روابط خارجية
- جيل ميرفي على موقع IMDb (الإنجليزية)
- جيل ميرفي على موقع ميوزك برينز (الإنجليزية)